# Международный аэропорт имени Симона Боливара (Венесуэла)
Международный аэропорт Майкетии имени Симона Боливара (исп. Aeropuerto Internacional de Maiquetia Simón Bolívar), (ИАТА: CCS, ИКАО: SVMI) — коммерческий аэропорт, расположенный в черте города Майкетия (Венесуэла), в 20 километрах от столицы страны Каракаса.
Порт является основным узлом для международных авиаперевозок страны и обслуживает регулярные пассажирские и грузовые рейсы в аэропорты Европы, Ближнего Востока, Карибского бассейна, Северной и Южной Америки.
С 1960 по 1997 годы международный аэропорт Каракаса использовался в качестве главного хаба национальной авиакомпанией Венесуэлы VIASA.
С 2000 года в международном аэропорту имени Симона Боливара проводились работы по реконструкции и модернизации аэропортового комплекса, направленные в целом на соответствие коммерческой авиагавани международным стандартам в области безопасности пассажирских перевозок, иммиграционному и таможенному контролю, улучшению сервисного обслуживания клиентов.
Вопрос по обеспечению безопасности наиболее серьёзно встал после событий 11 сентября 2001 года, в связи с чем в аэропорту были полностью разделены зоны прибытия и отправления авиарейсов.
Международный аэропорт имени Симона Боливара эксплуатирует два пассажирских терминала для внутренних (D) и международных (I) перевозок.

## Статистика

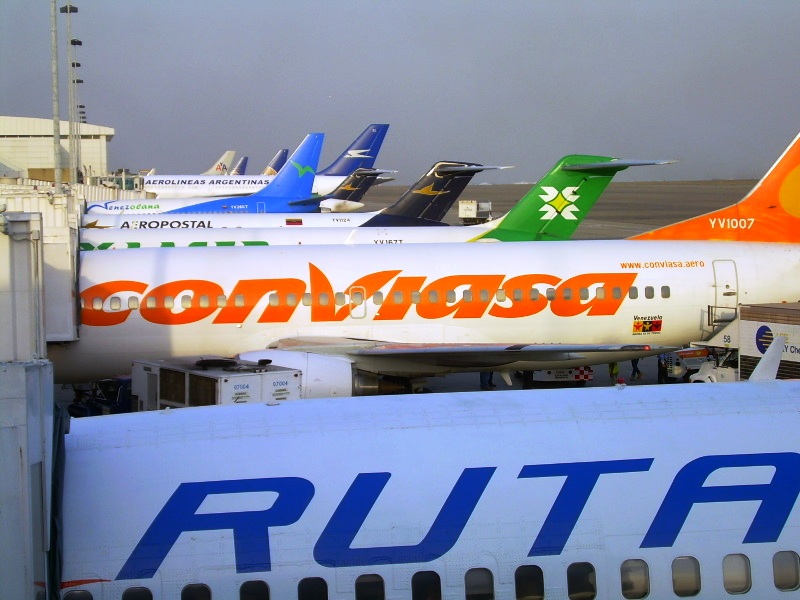
Вид на перрон аэропорта из здания терминала внутренних линий

## Авиакомпании и пункты назначения

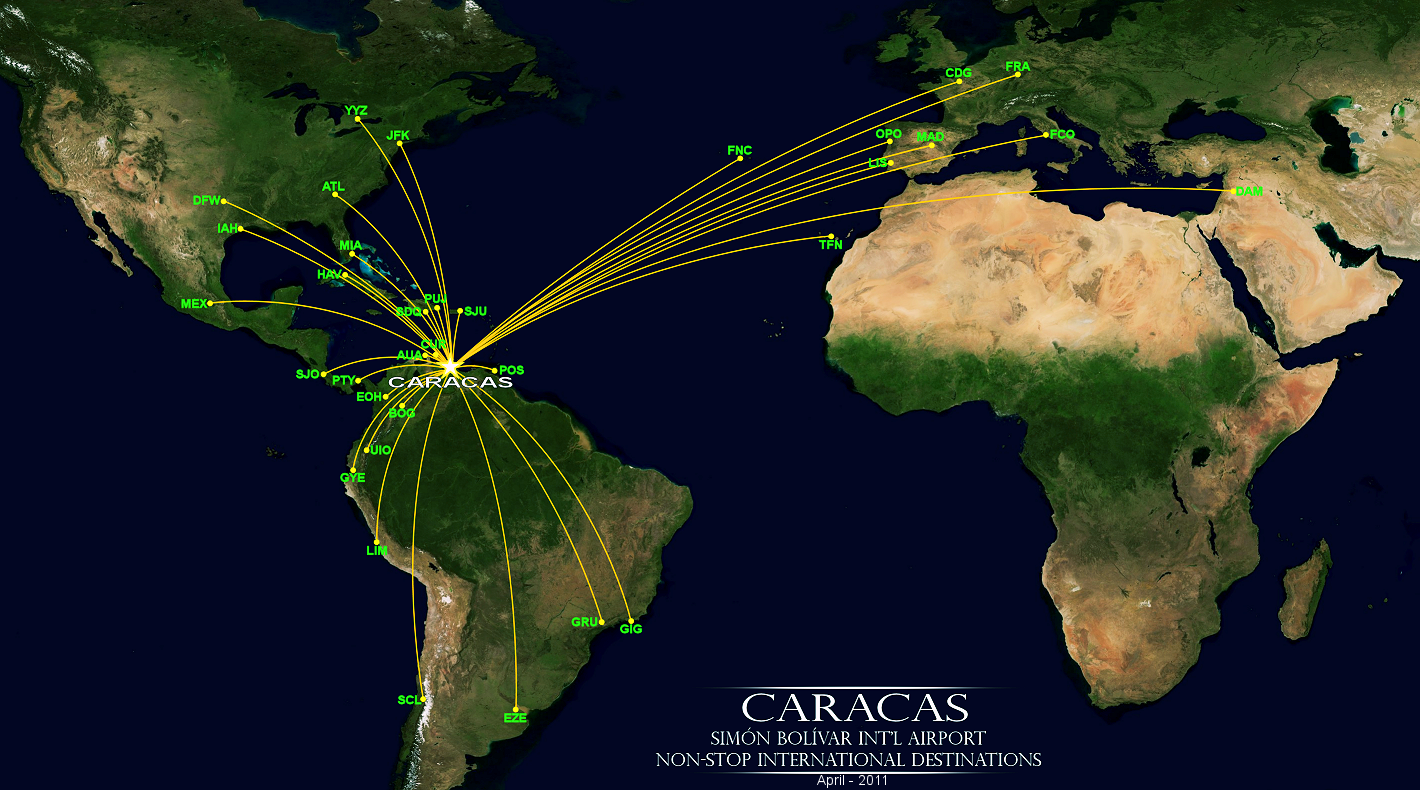
Карта международных регулярных маршрутов аэропорта Каракаса, апрель 2011 года

D=терминал внутренних линий, I=международный терминал

### Грузовые авиакомпании
| - ABSA Cargo Airline - ABX Air - Amerijet - Atlas Air | - Capital Cargo International Airlines - Centurion Air Cargo - Cielos del Peru - DHL Aviation | - ETA Cargo - Mas Air - LAN Cargo - LANCO | - Southern Air - Star Airways - Tampa Cargo - Vensecar Internacional | - Venezolana Servicios Express - World Airways |

## Другое
На территории аэропорта расположена штаб-квартира национальной авиакомпании Венесуэлы Conviasa.

## Авиапроисшествия
- 27 ноября 1956 года. Lockheed Constellation (регистрационный YV-C-AMA) авиакомпании Aeropostal Alas de Venezuela, следовавший регулярным рейсом 253 из аэропорта Айдлуайлд в международный аэропорт Каракаса, разбился при заходе на посадку в аэропорту назначения. Пилот самолёта не следовал предписанным процедурам выведения на посадочный курс, в результате катастрофы погибли все 25 пассажиров и членов экипажа, находившихся на борту лайнера[2].
- 12 декабря 1968 года. Самолёт Boeing 707-321B (регистрационный N494PA) авиакомпании Pan American World Airways, выполнявший регулярный рейс 217 из Нью-Йорка в Каракас, в процессе снижения к аэропорту назначения в ночных условиях упал в Карибское море. Погибли все находившиеся на борту лайнера (51 человек)[3].
- 4 декабря 1969 года. Спустя три минуты после взлёта из аэропорта Каракаса потерпел крушение самолёт Boeing 707-328B (регистрационный F-BHSZ) авиакомпании Air France, выполнявший регулярный рейс 212 Каракас-Париж с промежуточной посадкой в Пуант-а-Питре. Из 62 человек на борту самолёта не выжил никто[4].
- 18 ноября 2004 года, регулярный рейс 213 Эль-Вигия — Каракас авиакомпании Venezolana, Jetstream 31 (регистрационный YV-1083C). При совершении посадки на взлётно-посадочную полосу 09 аэропорта назначения самолёт врезался в пожарную станцию. На борту находился 21 человек, погибло четверо пассажиров[5].